# اچ‌ام‌اس دوونشایر (۱۷۱۰)
اچ‌ام‌اس دوونشایر (۱۷۱۰) (به انگلیسی: HMS Devonshire (1710)) یک کشتی بود که طول آن ۱۵۶ فوت (۴۷٫۵ متر) بود.